# 마리아 드 메데이루스
마리아 드 메데이루스 이스테베스 비토리누 드 알메이다(포르투갈어: Maria de Medeiros Esteves Vitorino de Almeida, 1965년 8월 19일 ~ )는 포르투갈의 배우, 가수이다. 1994년에 베네치아 영화제 여우주연상을 수상했고, 포르투갈 골든글로브 여우주연상 2회(1996, 2001) 수상자이기도 하다.

## 출연 작품
- 모랄 오더 (2020)
- 최후의 성배 (2018)
- 블랙 이즈 벨트자 (2018)
- 요셉의 아들 (2016)
- 100미터 (2016)
- 금지된 방 (2015)
- 파솔리니 (2014)
- 바쿠리즈 아이즈 (2013)
- 미팅즈 위드 어 영 포엣 (2013)
- 더 갱 오브 더 조타스 (2012)
- 저니 투 포르투갈 (2011)
- 할리데이 바이 더 씨 (2011)
- 어느 예술가의 마지막 일주일 (2011)
- 히틀러 헐리우드 (2010)
- 사각의 링 위에서 (2007)
- 쉘터 (2007)
- 기적의 메데아 (2007)
- 영웅은 없다 (2007)
- 엘리자베스라고 불러줘 (2006)
- 나 세자르, 10살 반, 1미터 39 (2003)
- 이 세상에서 가장 슬픈 노래 (2003)
- 나 없는 내 인생 (2003)
- 베이커 거리의 상고 (2001)
- 나의 어린 시절 뽀르또 (2001)
- 4월의 장교들 (2000)
- 바벨 (1999)
- 우주의 천가지 경이들 (1997)
- 신으로부터의 뉴스 (1996)
- 세 남매 (1994)
- 펄프 픽션 (1994)
- 골든 볼 (1993)
- 내 인생의 남자 (1992, L'Homme de ma vie)
- 신곡 (1991)
- 비너스 (1991)
- 헨리밀러의 북회귀선 (1990)
- 책 읽어주는 여자 (1988, La Lectrice)
- 춥고 배고픈 (1984)
- 실베스트르 (1982)